# 29347 Natta
29347 Natta è un asteroide della fascia principale. Scoperto nel 1995, presenta un'orbita caratterizzata da un semiasse maggiore pari a 2,5365010 UA e da un'eccentricità di 0,0242632, inclinata di 5,36497° rispetto all'eclittica.